# P. S. Ti amo ancora
P. S. Ti amo ancora (To All the Boys: P.S. I Still Love You) è un film del 2020 diretto da Michael Fimognari.
La pellicola, sequel del film del 2018 Tutte le volte che ho scritto ti amo, è l'adattamento cinematografico del romanzo omonimo del 2015 scritto da Jenny Han.

## Trama
Lara Jean e Peter ora sono una coppia. Hanno anche un vero primo appuntamento e le cose sembrano andare per il meglio, se non fosse per l'arrivo di una lettera, l'unica a cui Lara Jean non aveva avuto risposta. John Ambrose è carino, gentile e interessato, ma soprattutto è tornato in città. Lara Jean e John Ambrose sono destinati ad incontrarsi in una casa di riposo, dove svolgono il loro lavoro di volontariato per la scuola. Peter e John Ambrose non sanno di essere in competizione per il cuore di Lara Jean e lei sembra incerta sulla scelta. La neve però renderà ogni cosa più semplice, anche la scelta di Lara Jean.

## Produzione
Nell'agosto 2018, la scrittrice Jenny Han annuncia il sequel del primo film. Nel novembre 2018, Netflix e Awesomeness Films iniziano la pre-produzione del film.
Le riprese del film sono iniziate nel marzo 2019.

## Colonna sonora
La colonna sonora del film vede la partecipazione di svariati artisti, tra cui la cantautrice Marina con il singolo About Love.

## Promozione
Il primo trailer del film viene diffuso il 23 gennaio 2020.

## Distribuzione
Il film è stato distribuito sulla piattaforma Netflix a partire dal 12 febbraio 2020.

## Riconoscimenti
- 2020 - E! People's Choice Awards[3]
  - Candidatura per il miglior film commedia
  - Candidatura per la miglior star comica a Noah Centineo

## Sequel
Insieme a questo secondo capitolo è stato girato il terzo, Tua per sempre (To All the Boys: Always and Forever, Lara Jean), distribuito nel 2021.